# Acmopolynema tachikawai
Acmopolynema tachikawai är en stekelart som beskrevs av Taguchi 1971. Acmopolynema tachikawai ingår i släktet Acmopolynema och familjen dvärgsteklar. Inga underarter finns listade i Catalogue of Life.